# Acuerdo ADR

El Acuerdo ADR o también ADR (formalmente, Acuerdo sobre el Transporte Internacional de Mercancías Peligrosas por Carretera) es un acuerdo europeo firmado por varios países en Ginebra el 30 de septiembre de 1957 para regular el transporte de mercancías peligrosas por carretera. Entró en vigor el 29 de enero de 1968; ha sido enmendado en diversas ocasiones. Los Anexos A y B se revisan bienalmente. La actualización más reciente ha entrado en vigor el 1 de enero de 2023, aunque se permiten 6 meses para la adaptación a la nueva versión. 
Las siglas ADR con la cual se conoce este convenio se deben al nombre del acuerdo tanto en inglés Agreement concerning the International Carriage of Dangerous Goods by Road) como en francés Accord Relatif au Transport des Marchandises Dangereuses par Route.
Hasta ahora, el título de ADR era "Acuerdo europeo sobre el transporte internacional de mercancías peligrosas por carretera (ADR)". Tras la decisión de las Partes Contratantes del Acuerdo, la palabra europeo se elimina en esta nueva edición para reconocer el estado global de ADR y como un estímulo para que todos los Estados miembros de las Naciones Unidas se unan y apliquen plenamente, apoyando el progreso hacia los objetivos de seguridad vial, de los Objetivos de Desarrollo Sostenible. Como Parte Contratante, durante el período de transición y posterior al Brexit, el Reino Unido seguirá aplicando los requisitos de ADR.

## Países que han ratificado el Acuerdo ADR
El ADR fue realizado conforme las recomendaciones de la Organización de las Naciones Unidas y rige en España por la adhesión hecha el 22 de noviembre de 1972. Además de la mayoría de los países europeos, también lo han suscrito países asiáticos y del norte de África. La última revisión publicada entró en vigor en el año 2023 y están previstas revisiones bienales, en años impares.

Países que han ratificado el Acuerdo ADR.

Hasta noviembre de 2020, 52 países han ratificado el ADR:
- Albania
- Alemania
- Andorra
- Austria
- Azerbaiyán
- Bélgica
- Bielorrusia
- Bosnia y Herzegovina
- Bulgaria
- Chipre
- Croacia
- Dinamarca
- Eslovaquia
- Eslovenia
- España
- Estonia
- Finlandia
- Francia
- Georgia
- Grecia
- Hungría
- Irlanda
- Islandia
- Italia
- Kazajistán
- Letonia
- Liechtenstein
- Lituania
- Luxemburgo
- Macedonia del Norte
- Malta
- Marruecos
- Moldavia
- Montenegro
- Nigeria
- Noruega
- Países Bajos
- Polonia
- Portugal
- Reino Unido
- República Checa
- Rumania
- Rusia
- San Marino
- Serbia
- Suecia
- Suiza
- Tayikistán
- Túnez
- Turquía
- Ucrania
- Uzbekistán

## Mercancías y vehículos
El acuerdo ADR define las mercancías peligrosas como:

aquellas materias y objetos cuyo transporte internacional por carretera lo prohíban o sólo lo autoricen, bajo determinadas condiciones, los Anejos A y B.

El acuerdo regula el embalaje, transporte, documentación y demás aspectos del transporte por carretera de las mercancías peligrosas, incluyendo la carga, descarga y almacenaje de las mismas, sea que el transporte se realice entre varios países o dentro del territorio de uno solo. Un aspecto importante es la determinación de las obligaciones y responsabilidades de cada uno de los intervinientes en las operaciones en orden a procurar evitar daños a las personas y cosas, así como proteger al medio ambiente.
La normativa contiene una lista detallada con epígrafes para la mayor parte de las mercancías consideradas peligrosas (codificadas según una numeración establecida por la ONU) y los requisitos normativos que se aplican a cada caso. La regulación afecta tanto a los directamente involucrados en el transporte como a los fabricantes de elementos y materiales relacionadas con el transporte, embalaje y manipulación de mercaderías peligrosas.

Identificación de los vehículos de mercancías peligrosas.

Los vehículos, denominados «unidades de transporte» en el Anejo B, deben tener un certificado de aprobación, o «certificado ADR», que acredite el cumplimiento del mencionado Anejo B y que están autorizados para el transporte de mercancías peligrosas por carretera. El certificado obliga a que el vehículo disponga de instalación eléctrica blindada, desconectador de batería independiente, extintores...
Las unidades de transporte deben ir provistas de la señal naranja característica. Estos paneles van situados en la parte delantera y trasera del vehículo; están formados por dos partes:
- la superior, 2-3 dígitos, indica el tipo de peligro de la materia que se transporta.
- la inferior, 4 dígitos, identifica la mercancía.

Si el vehículo transporta varias mercancías peligrosas, compatibles entre sí, el panel de color naranja no indica ningún número. Los vehículos cisterna que transportan mercancías peligrosas deben llevar las etiquetas de peligro correspondientes a la mercancía.

## Pictogramas ADR
Los pictogramas ADR del riesgo químico se basan en los de Globally Harmonized System of Classification and Labeling of Chemicals GHS:

1 Explosivos
2.1 Gases inflamables
2.2 Gases a presión, ni tóxicos, ni inflamables
2.3 Gases tóxicos
3 Líquidos inflamables, no tóxicos
4.1 Sólidos inflamables
4.2 Sólidos de inflamación espontánea
4.3 Gases inflamables en contacto con el agua
5.1 Materia comburente
5.2 Peróxido orgánico
6.1 Tóxico
6.2 Infeccioso
7 Radioactivas
8 Corrosivo
9 Peligros diversos
9A Baterías de litio

## Consejero de seguridad
El consejero de seguridad es un profesional del transporte, experto y responsable del cumplimiento de los convenios: ADR (carretera), RID (ferrocarril) o ADN (fluvial) en una empresa que transporte o almacene mercancías peligrosas. Estos profesionales consiguen su acreditación a través de un examen. Hay distintas especialidades: explosivos, gases, material radiactivo, hidrocarburos y otras cargas peligrosas.

## Fichas ERIC
En 1993 un equipo de expertos químicos y jefes de bomberos con experiencia, procedentes de siete países europeos, comenzaron a desarrollar las «Fichas de Intervención para Respuesta en Situaciones de Emergencia» de CEFIC conocidas por su sigla en inglés como fichas ERIC o ERIC CARDS. Son fichas que proporcionan información básica a los bomberos sobre las acciones a realizar en accidentes de transporte de productos químicos, especialmente en aquellos casos en que no dispongan de información precisa y adecuada sobre ese determinado producto.
Las fichas se prepararon agrupando todas las sustancias de acuerdo con su Número de Identificación de Peligro ADR (HIN), que proporciona información sobre el riesgo del producto y el Código de Acción en Emergencias «Hazchem» del Reino Unido ("Emergency Action Codes") conocido por la sigla EAC.
Las fichas ERIC se editaron por primera vez (en inglés) en noviembre de 1995 y fueron luego revisadas y actualizadas en enero de 1998 y mayo de 1999. En 2003 fueron adaptadas a la versión 2003 del ADR y a la lista número 10 (1999) del Hazchem del Reino Unido para los Códigos de Acción en Emergencias. Desde entonces se incluyen fichas para todas las sustancias de Clase 1 ADR (materias y objetos explosivos) y Clase 7 ADR (materias radioactivas). Esta última gran revisión y extensión de las Fichas ERIC ha sido apoyada financieramente (Ref SUB-B27020B-E3-ERICARDS-2002-S07.14176) por la Comisión Europea - Dirección General de Energía y Transportes.
La actual versión de las fichas ERIC se ha adaptado al ADR 2005 y al Código de Acción en Emergencias del Reino Unido, listado de 2004 (adaptado a las entradas nuevas o modificadas del ADR 2005).

## Acuerdos similares
Existen también acuerdos similares que regulan las condiciones del transporte de mercancías peligrosas por ferrocarril (RID), por mar (Código IMDG), por ríos y lagos (Acuerdo ADN) y por vía aérea (OACI).